# شنستق سفلی
شنستق سفلی، روستایی از توابع بخش خرمدشت شهرستان تاکستان در استان قزوین ایران است.    
گویش رایج در این روستا، زبان ترکی میباشد. در گذشته آب این روستا که در کوهپایه واقع گردیده، به کمک قنات‌ها و چشمه ها، تامین می‌گردید اما بعد از سالهای دهه ۷۰، بعلت رواج حفر چاه های بدون مجوز توسط باغداران، آب این قناتها بسیار کم شده و بیش از ۶۰ درصد تاکستانها و باغهای این روستا (غیر از باغهایی که آبیاری آنها با استفاده از موتور آب چاههای بی مجوز صورت می گیرد) با خشکسالی مواجه گردیده اند. 
در اواخر دهه هفتاد، این روستا به آب شهری متصل گردید و کنترل آن به دست دهیاری سپرده شد. اکنون بنا به صلاحدید شورای روستا، بخصوص در هنگام آمدن میهمانان شهری به روستا، آب حتی به اندازه ۱۰ الی ۱۱ ساعت قطع می‌ گردد. اما هنگامی که مسافران، روستا را ترک میکنند، قطعی آب رفع میگردد! این اعضای محترم علت قطعی آب را، مقابله با افرادی می‌دانند که برای آبیاری باغها از آب شهری استفاده می‌کنند. اما بیشتر مردم تنها دلیل قطع آب روستا را در تنگ نظری و ایجاد شرایط نامناسب برای روستا و فراری دادن میهمانان میدانند. 

## جمعیت
این روستا در دهستان افشاریه قرار دارد و براساس سرشماری مرکز آمار ایران در سال ۱۳۸۵، جمعیت آن ۴۶۴ نفر (۱۱۷خانوار) بوده‌است.